# William Penn (fundador de Pennsilvània)
William Penn (14 d'octubre 1644 – 30 de juliol 1718) Fill de l'almirall anglès William Penn (23 abril 1621 - 16 setembre 1670) i de Margaret Jasper, va ser el fundador de la colònia britànica de Pennsilvània, que més tard es van convertir en dos dels Estats Units d'Amèrica (Pennsilvània i Delaware). Fou un defensor de la democràcia i llibertat religiosa i famós pel seu tractat amb els indis lenapes. Els principis democràtics que va mantenir durant tota la seva vida van ser una important font d'inspiració per la futura Constitució dels Estats Units.
Nascut en una família influent d'Anglaterra, als 25 anys es va unir a la congregació religiosa dels quàquers, grup religiós vist amb gran sospita per les autoritats angleses per alguns dels seus principis considerats herètics (com la negativa a prestar jurament de lleialtat al rei, o el seu pacifisme). L'hostilitat i persecució a la qual van ser sotmesos els quàquers van portar a Penn a establir una colònia a Amèrica, que Carles II d'Anglaterra i d'Escòcia va concedir-li al territori situat entre Maryland i les Jerseys on va intentar crear un refugi de tolerància religiosa al Nou Món. L'any 1677 un grup de quàquers van poder emigrar a l'oest de Nova Jersey, però Penn va restar a Anglaterra, on el 1681, gràcies a la influència del seu pare, el rei Carles II li va fer una concessió per colonitzar una àrea molt més àmplia cap a l'oest i sud de Nova Jersey, que llavors seria coneguda com a Província de Pennsilvània.
Dins d'aquest territori, l'autoritat absoluta fou encarregada a Penn, que només havia de retre comptes al rei. Seguint el model de la tolerància religiosa de Transsilvània, que era un model mític en aquest sentit, History of Unitarianism in Transylvania, England and America de D.D. Earl Morse Wilbur, va establir un govern democràtic caracteritzat per la separació de poders i va concedir llibertat religiosa a tots els seus habitants, cosa que va facilitar la immigració d'altres països europeus, especialment Alemanya. Penn també va rebre un contracte d'arrendament a la Colònia de Delaware, que va guanyar la seva pròpia legislatura el 1701.
Penn va viure a Anglaterra durant la major part de la seva vida, visitant Pennsilvània dues vegades. Durant la primera visita (1682-1684) va fundar la ciutat de Filadèlfia i explorà l'interior del país, on va establir una relació d'amistat amb els pobles indígenes: els seus esforços en aquest sentit foren frustrats pels esdeveniments històrics posteriors, però cal destacar que la confrontació entre els colons i els indígenes americans va començar molt més tard a Pennsilvània que a altres colònies britàniques.
L'any 1693, William Penn va escriure un breu assaig, el discurs sobre la pau present i el futur d'Europa, on per primera vegada a la història, va proposar "la creació d'una Europa disposada en una dieta o un Parlament o en l'Assemblea General." Penn preveia un Parlament Europeu compost aproximadament per 90 membres que representaven els diferents estats i els pobles del continent, on els delegats podien votar sobre la base de les seves conviccions.
Penn va tornar a Pennsilvània el 1699, quan va proposar una federació de totes les colònies britàniques d'Amèrica del Nord, encara que la proposta va tenir poc èxit. Tot i haver tingut la intenció d'establir-se a Filadèlfia l'any 1701, Penn va haver de tornar a Anglaterra a causa de les dificultats econòmiques degudes a les maquinacions del seu administrador Philip Ford, fet que va portar a Penn a estar a punt de perdre la concessió de Pennsilvània. Retingut a Anglaterra pels seus afers judicials contra Ford, l'any 1712 va renunciar a tornar a Amèrica per culpa d'una malaltia que li provocà una paràlisi. Va morir a Anglaterra l'any 1718.
La seva família fou formalment la propietària de Pennsilvània fins a l'esclat i el triomf de la Revolució Americana.